# Iñaki Vicandi Garrido
Iñaki Vicandi Garrido (Portugalete, Vizcaya, 6 de febrero de 1986) es un árbitro de fútbol español de la Primera División y de la Segunda División de España. Árbitro de fútbol con Certificación VAR PAAI al cuerpo específico de VAR. Pertenece al Comité de Árbitros del País Vasco.  
Doctor "Cum Laude", (Ph.D. in Law) en Derecho del Deporte por la Universidad Pública de Cataluña. Máster Universitario en Derecho Internacional Deportivo por la Universidad Pública de Cataluña. Licenciado en Derecho por la Universidad de Deusto, Vizcaya.  [cita requerida] Abogado Colegiado del Ilustre Colegio de la Abogacía de Vizcaya. Encargado de la Asesoría Jurídica del Área de la Mujer del Ayuntamiento de Barakaldo. Autor de varias publicaciones sobre el Derecho del Deporte.

## Trayectoria
Dirigió el partido de ida de la promoción de ascenso a Primera División de 2014 entre el Córdoba Club de Fútbol y la Unión Deportiva Las Palmas (0-0).
Tras tres temporadas en Segunda División, donde dirigió 68 partidos, ascendió a Primera División de España. Debutó el 23 de agosto de 2014 en Primera División en un Granada Club de Fútbol contra el Real Club Deportivo de La Coruña (2-1). Descendió a la Segunda División de España en la temporada 2016/17. El último encuentro que dirigió en Primera División fue el Club Atlético Osasuna-Granada Club de Fútbol (2-1) el 13 de mayo de 2017.
Fue el representante español en el Programa de la UEFA CORE para jóvenes árbitros en Centro de UEFA para la Excelencia en el Arbitraje de Nyon, Suiza, en 2014.
En la temporada 2020/2021 se incorporó como Árbitro de fútbol con Certificación VAR PAAI al cuerpo específico de VAR.  

## Premios
- Trofeo Guruceta (1): 2013[3]